# Lionel d'Anvers
Titres
Duc de Clarence
13 novembre 1362 – 17 octobre 1368
(5 ans, 11 mois et 4 jours)
Comte d'Ulster
9 septembre 1352 – 17 octobre 1368
(16 ans, 1 mois et 8 jours)
Lionel d'Anvers, né à Anvers le 29 novembre 1338 et mort à Alba (Piémont) le 17 octobre 1368, est le deuxième fils d'Édouard III d'Angleterre et de Philippa de Hainaut.

## Biographie
Il est le 5e comte d'Ulster de jure uxoris en 1352  et duc de Clarence en 1362. Lord lieutenant d'Irlande, il est nommé le 1er juillet 1361 et exerce sa fonction du 15 septembre au 22 avril 1364, nommé une seconde fois le 25 septembre 1364 il exerce de mi décembre 1365 au 7 novembre 1366.
Il épouse, à Londres, le 9 septembre 1352, Élisabeth de Bourg (1332–1363), héritière du Comte d'Ulster. De cette union, nait Philippa de Clarence, leur seul enfant, qui épouse Edmond Mortimer, 3e comte de March.
Veuf en 1363, il se remarie, à Milan le 28 mai 1368, avec Violante Visconti, mais meurt cinq mois plus tard sans être revenu en Angleterre.
Sa dépouille est ensevelie au Clare Priory dans le Suffolk auprès de sa première épouse.